# 맥생적연인
《맥생적연인》(陌生的恋人)은 2021년 방송되었던 중국의 드라마이다. 아이치이에서 한국어 자막으로 시청할 수 있다.

## 기획의도
기억을 잃은 바이올리니스트가 미스터리 한 사업가인 약혼자와의 결혼을 앞두고, 자신의 모습을 되찾고 사랑을 얻는 미스터리 멜로드라마

## 등장 인물
- 빅토리아 - 뤄치엔이 역
- 어우하오 - 훠요지 역
- 장혁 (张赫) - 유항 역
- 하두연 (何杜娟) - 쑨레이 역
- 대경요 (戴景耀) - 치판 역
- 왕예철 (王艺哲) - 메이지 역
- 황덕의 (黄德毅) - 샤오딩 역